# Chinattus validus
Chinattus validus is een spinnensoort in de taxonomische indeling van de springspinnen (Salticidae).
Het dier behoort tot het geslacht Chinattus. De wetenschappelijke naam van de soort werd voor het eerst geldig gepubliceerd in 1993 door Xie, Peng & Joo-Pil Kim.